# Andrena penemisella
Andrena penemisella là một loài Hymenoptera trong họ Andrenidae. Loài này được LaBerge & Ribble mô tả khoa học năm 1975.